# 博克斯伯勒 (麻薩諸塞州)
博克斯伯勒（英語：Boxborough）是一個位於美國麻薩諸塞州米德爾塞克斯縣的鎮。

## 人口
根據2020年美國人口普查的數據，博克斯伯勒的面積為26.90平方千米，當中陸地面積為26.80平方千米，而水域面積為0.10平方千米。當地共有人口5506人，而人口密度為每平方千米205人。